# Ignaz Heinrich von Wessenberg
Ignaz Heinrich von Wessenberg (Drezda, 1774. november 4. – Konstanz, 1860. augusztus 9.) báró, német püspöki általános helynök, választott konstanzi püspök.

## Élete
Tanult Würzburgban és Bécsben. Már tanuló korában különféle javadalmakat élvezett. 1798-ban konstanzi kanonok, 1802-ben a konstanzi püspökség általános helynöke. A pápa tiltakozott ez ellen és megtiltotta neki hivatala gyakorlását, mert az ún. humánus vallás után áhítozott, melyben titkok, dogmák nincsenek és az erkölcs is csak természetes indító okokon nyugszik. A protestáns kormánytól támogatva, nem törődött a pápai tilalommal és sok kárt okozott a vallásnak, amennyiben a régi, kedvelt ájtatosságokat, pl. a szent olvasót, a különféle jámbor társulatokat, búcsújárásokat, körmeneteket eltörölte, a szentségek felvételét megnehezítette. Ennek következtében szakadás állott be a papságban, bár legnagyobb része nem csatlakozott Wessenberghez. VII. Piusz pápa már 1807 februárjában panaszkodott, hogy Wessenberg a katolikus egyházat tönkreteszi és 1814 novemberben elmozdítását kérte. Ennek dacára a püspök elhalálozásakor a káptalan Wessenberget választotta meg káptalani helynöknek. A pápa semmisnek nyilvánította a választást, de a nagyherceg meghagyta Wessenberget helynöki állásában. Wessenberg erre Rómába utazott, de siker nélkül és megmaradt kétséges helyzetében, sem visszavonni nem akarta rendelkezéseit és téves tanait, sem az egyháztól nem akart elszakadni, hanem tovább folytatta romboló munkáját. Végül 1827-ben, midőn a konstanzi püspökség megszűnt, visszavonult a magánéletbe. A bedeni kamara képviselője volt és irodalommal foglalkozott.

## Nevezetesebbb munkái
- Die Elementarbildung des Volks (2. kiad. Konstanz, 1835);
- Die Bergpredigt Christi (6. kiad. St. Gallen, 1861);
- Die christlichen Bilder (2 kötet, Konstanz, 1827);
- Über Schwärmerei (Heilbronn, 1834);
- Die grossen Kirchenversammlungen des 15. und 16. Jahrhunderts in Beziehung auf Kirchenverbesserung (4 kötet, Konstanz, 1840);
- Gott und die Welt (2 kötet, Heidelberg, 1857);
- Die Eintracht zwischen Kirche und Staat (kiadta Beck, Aarau, 1869);
- Wessenbergs sämtliche Dichtungen (7 kötet, Stuttgart, 1834-55).[4]